# Epitélio gengival juncional
O epitélio juncional é a parte da inserção entre dente e a gengiva e assim desempenha um papel extremamente importante na saúde ou doença periodontal. Devido ao fato de se adaptado pela aderência à superfície do dente, este epitélio difere-se dos epitélios sulcular e oral em vários aspectos. Em uma condição de saúde é mais delgado, demostra um perfil específico de citoqueratina, e tem uma interface plana com o tecido conjuntivo. O epitélio juncional é mais espesso em sua direção a junção cemento-esmalte (que é o nível mais coronal do epitélio em um paciente sem perda de inserção), torna-se reduzida a algumas camadas de células quando se torna mais apical.